# Jamais deux sans toi (film, 1950)
Pour plus de détails, voir Fiche technique et Distribution.
Jamais deux sans toi (titre original : Duchess of Idaho) est un film américain en Technicolor réalisé par Robert Z. Leonard, sorti en 1950.

## Synopsis
Christine Riverton Duncan tente de jouer le rôle d'entremetteuse pour son amie amoureuse Ellen en poursuivant jusqu'en Idaho l'homme qu'Ellen aime, Douglas J. Morrissen, Jr.. Là, Christine décide de jouer un tour à Douglas. Après être montée à bord de son train pour Sun Valley, Christine gagne l'affection de l'homme puis le choque en laissant entendre qu'elle s'attend à des fiançailles. Une fois à Sun Valley, cependant, les choses deviennent problématiques lorsque Christine tombe amoureuse du chef d'orchestre de l'hôtel, Dick Layne. Durant son séjour à Sun Valley, Christine remporte le titre de « Duchesse de l'Idaho » lors d'un concours de danse.

## Fiche technique
- Titre français : Jamais deux sans toi
- Titre original : Duchess of Idaho
- Réalisation : Robert Z. Leonard
- Scénario : Dorothy Cooper, Jerry Davis et Sid Fields (non crédité)
- Musique : Albert Sendrey et George Stoll (non crédités)
- Chorégraphie : Jack Donohue
- Photographie : Charles Edgar Schoenbaum
- Montage : Adrienne Fazan
- Direction artistique : Malcolm Brown et Cedric Gibbons
- Décorateur de plateau : Arthur Krams et Edwin B. Willis
- Costumes : Helen Rose
- Producteur : Joe Pasternak
- Société de production : Metro-Goldwyn-Mayer
- Pays de production :  États-Unis
- Langue originale : anglais américain
- Genre : film musical, comédie romantique
- Format : couleur (Technicolor) — 35 mm — 1,37:1 — son : mono (Western Electric Sound System)
- Durée : 98 minutes
- Dates de sortie : 
  - États-Unis : 14 juillet 1950
  - France : 14 juillet 1951

## Distribution
- Esther Williams : Christine Riverton Duncan
- Van Johnson : Dick Layne
- John Lund : Douglas J. Morrison Jr.
- Paula Raymond : Ellen Hallit
- Clinton Sundberg : Matson
- Connie Haines : Peggy Elliot
- Mel Tormé : Cyril, le groom
- Amanda Blake : Linda Kinston
- Tommy Farrell : Chuck
- Sig Arno : M. Le Blanche
- Dick Simmons : Alec J. Collins
- Lena Horne : elle-même (caméo)
- Eleanor Powell : Elle-même - caméo
- Red Skelton : invité maître de cérémonie (non crédité)
- Mae Clarke : Betty (non créditée)